# Hyponephele
Genre
Le genre Hyponephele regroupe des lépidoptères (papillons) de la famille des Nymphalidae et de la sous-famille des Satyrinae.

## Dénomination
Le nom Hyponephele a été donné par Muschamp en 1915.
En anglais ils se nomment Meadowbrowns (« bruns de prairie »).

## Distribution
Ils résident tous en Asie sauf Hyponephele maroccana, mais deux d'entre eux résident en Asie et en Europe Hyponephele lycaon le Misis et Hyponephele lupina le Louvet aussi présent en Afrique du Nord.

## Liste desespèces
- Hyponephele amardaea (Lederer, 1869); présent dans le nord de l'Iran.
- Hyponephele argyrostigma Tuzov et Samodurov, 1997.
- Hyponephele astorica (Tytler, 1926).
- Hyponephele bala Wyatt et Omoto, 1966.
- Hyponephele baroghila (Tytler, 1926).
- Hyponephele brevistigma (Moore, 1893); présent en Afghanistan, au Pakistan et dans le nord de l'Inde.
  - Hyponephele brevistigma alaina Lukhtanov, 1996 ;
  - Hyponephele brevistigma evanescens Wyatt & Omoto, 1966 ;
- Hyponephele cadusia (Lederer, 1869); dans le nord de l'Iran.
- Hyponephele cadusina (Staudinger, 1881); dans l'Altaï.
  - Hyponephele cadusina gurkini Korshunov, 1995;
- Hyponephele capella (Christoph, 1877); de l'Iran à l'Afghanistan et au Pakistan. 
  - Hyponephele capella capella
  - Hyponephele capella jezail Clench & Shoumatoff, 1956; présent en Afghanistan.
  - Hyponephele capella shivacola Wyatt 1961 ;  au Tadjikistan et Ouzbékistan.
- Hyponephele carbonelli Lukhtanov, 1995.; au Pakistan.
- Hyponephele comara (Lederer, 1870); dans le nord de l'Iran.
- Hyponephele davendra (Moore, 1865); de l'Iran à l'Afghanistan, au Baloutchistan et au nord-ouest de l'Inde. 
  - Hyponephele davendra fergana Lukhtanov, 1996 ;
  - Hyponephele davendra latistigma (Moore, 1893)
  - Hyponephele davendra seravschana Lukhtanov, 1996 ;
- Hyponephele difficilis Clench et Shoumatoff, 1956; présent en Afghanistan.
- Hyponephele dysdora (Lederer, 1869); de l'Iran à l'Afghanistan et au Pakistan. 
  - Hyponephele dysdora dysdora
  - Hyponephele dysdora dysdorina (Heine, [1894])
- Hyponephele dzhungarica Samodurow, 1996.
- Hyponephele fortambeka Samodurov, 1996.
- Hyponephele fusca Stshetkin, 1960.; en Iran, au Tadjikistan, Afghanistan et Ouzbékistan.
- Hyponephele galtscha (Grum-Grshimailo, 1893).
- Hyponephele germana (Staudinger, 1887); dans le centre de l'Asie.
- Hyponephele glasunovi (Grum-Grshimailo, 1893); dans le centre de l'Asie.
  - Hyponephele glasunovi glasunovi
  - Hyponephele glasunovi magna Samodurov, 1996 ;
  - Hyponephele glasunovi namangana Lukhtnaov, 1996 ;
  - Hyponephele glasunovi naryna Lukhtanov, 1996 ;
- Hyponephele haberhaueri (Staudinger, 1886); au Kazakhstan, Kirghizistan et Ouzbékistan.
  - Hyponephele haberhaueri haberhaueri
  - Hyponephele haberhaueri ocellata Samodurov, 1995;
  - Hyponephele haberhaueri rubriceps (Herz, 1900)
- Hyponephele hilaris (Staudinger, 1886); présent en Afghanistan et au Pakistan.
  - Hyponephele hilaris hilaris
  - Hyponephele hilaris bori (Herz, 1900)
  - Hyponephele hilaris pallida Samodurow, 2000 ;
  - Hyponephele hilaris tsvetajevi Samodurow, 1996 ;
- Hyponephele huebneri Koçak, 1980 ; présent au Kazakhstan.
  - Hyponephele huebneri huebneri
  - Hyponephele huebneri iliensis' Lukhtanov, 1999;
- Hyponephele interposita (Erschoff, 1874); présent de l'Iran au nord-ouest de la Chine.
  - Hyponephele interposita interposita
  - Hyponephele interposita mimonovi Samodurov, 1995; au Kazakhstan.
  - Hyponephele interposita depressa Korolew, 1995
- Hyponephele issykkuli Samodurov, 1996.
- Hyponephele jasavi Lukhtanov, 1990.
- Hyponephele kirghisa (Alphéraky, 1881); dans le centre de l'Asie.
  - Hyponephele kirghisa kirghisa
  - Hyponephele kirghisa obscurata Samodurov, 1996
- Hyponephele kocaki Eckweiler, 1978; présent en Turquie.
  - Hyponephele kocaki kocaki
  - Hyponephele kocaki melesina Weiss & Skala, 2000;
- Hyponephele korshunovi Lukhtanov, 1994 ; dans le centre de l'Asie.
- Hyponephele laeta (Staudinger, 1886); dans le centre de l'Asie.
  - Hyponephele laeta laeta
  - Hyponephele laeta ochracea Samodurov, 1996;
  - Hyponephele laeta turkestana Samodurov, 1996;
- Hyponephele lupina (Costa, 1836) — Louvet de l'Afrique du Nord et du sud-ouest de l'Europe à l'Altaï.
  - Hyponephele lupina lupina
  - Hyponephele lupina intermedia (Staudinger, 1886)
  - Hyponephele lupina kopetdagica Samodurow, 2001 ; dans le nord de l'Iran.
  - Hyponephele lupina mauritanica (Oberthür, 1881); au Maroc.
- Hyponephele lycaon (Rottemburg, 1775) — Misis; présent dans toute l'Europe et l'Asie tempérée.
  - Hyponephele lycaon lycaon en Europe, Russie, Ukraine, Biélorussie, Moldavie et au Kazakhstan.
  - Hyponephele lycaon alpherakyi (Sheljuzhko, 1937)
  - Hyponephele lycaon catalampra (Staudinger, 1895) dans l'ouest de la Mongolie et l'est de l'Altaï.
  - Hyponephele lycaon jakovlevi Korolev, 2001; dans le centre de l'Altaï.
  - Hyponephele lycaon salona (Fruhstorfer, 1909)
  - Hyponephele lycaon zuvandica Samodurow, Korolew et Tschikolowez, 1996 ; en Azerbaïdjan et dans le nord-est de la Turquie et de l'Iran.
- Hyponephele lycaonoides Weiss, 1978; en Turquie, Iran et Azerbaïdjan.
- Hyponephele mandane Kollar, 1850 ; présent en Irak et Iran.
- Hyponephele maroccana (Blachier, 1908) — Misis tingitan; au Maroc.
  - Hyponephele maroccana maroccana
  - Hyponephele maroccana nivellei (Oberthür, 1920
- Hyponephele maureri (Staudinger, 1887); dans le centre de l'Asie.
  - Hyponephele maureri maureri
  - Hyponephele maureri subnephele (Stshetkin, 1963)
- Hyponephele murzini Dubatolov, 1989 ; dans le centre de l'Asie.
- Hyponephele mussitans Clench et Shoumatoff, 1956 ; présent en Afghanistan.
- Hyponephele narica (Hübner, 1808-1813); de la Caspienne au nord de l'Inde.
- Hyponephele naricina (Staudinger, 1870); en Turquie, Iran et au Kazakhstan
- Hyponephele naricoides Gross, 1977; dans le nord de l'Iran et en Turquie.
- Hyponephele naubidensis (Erschoff, 1874); dans le centre de l'Asie.
  - Hyponephele naubidensis decorata (Sheljuzhko, 1919)
- Hyponephele neoza (Lang, 1868); au Cachemire.
- Hyponephele pamira Lukhtanov, 1990; au Pamir.
  - Hyponephele pamira pamira
  - Hyponephele pamira jakobsoni Lukhtanov, 1990;
- Hyponephele pasimelas (Staudinger, 1886); dans le nord-est de la Chine.
- Hyponephele perplexa Wyatt et Omoto, 1966 ; présent en Afghanistan.
  - Hyponephele perplexa transalaica Lukhtanov, 1996 ;
- Hyponephele prasolovi Lukhtanov, 1990.
- Hyponephele przhewalskyi Dubatolov, Sergeev et Zhdanko, 1994; dans le centre de l'Asie.
- Hyponephele pseudokirgisa Shchetkin, 1984.
- Hyponephele pseudomussitans Wyatt et Omoto, 1966.
- Hyponephele pulchella (C. et R. Felder, 1867); dans l'Himalaya.
- Hyponephele pulchra (C. et R. Felder, 1867).
- Hyponephele rubriceps (Herz, 1900); dans le centre de l'Asie.
- Hyponephele rueckbeili (Staudinger, 1887); dans le centre de l'Asie.
- Hyponephele sheljuzhkoi Samodurov et Tschikolovez, 1996; dans le centre de l'Asie.
- Hyponephele shirazica Carbonell, 1997.
- Hyponephele susurrans Clench et Shoumatoff, 1956; présent en Afghanistan.
- Hyponephele sylvia (Hemming, 1933).
- Hyponephele tenuistigma (Moore, 1893); en Afghanistan et au Pakistan. 
  - Hyponephele tenuistigma laspura (Evans, 1932)
- Hyponephele tristis (Grum-Grshimailo, 1893).
  - Hyponephele tristis tritis
  - Hyponephele tristis tshikolovetsi Samodurov, 1996 ;
- Hyponephele urartua De Freina et Aussme, 1987; en Anatolie.

## Première publication
PAH Muschamp, The Ci-devant Genus Epinephele, The Entomologist's Record and Journal of Variation, vol.27 p.152-156 Texte complet

### Source
- (en) funet